# Rogério Klafke
Rogério Klafke (Porto Alegre, 26 marzo 1971) è un ex cestista brasiliano.

## Carriera
Con il Brasile ha disputato i Giochi olimpici di Atlanta 1996, tre edizioni dei Campionati mondiali (1994, 1998, 2002) e quattro dei Campionati americani (1993, 1995, 1997, 1999).